# Finnsboskogen
Finnsboskogen är ett naturreservat i Halmstads kommun i Hallands län.
Området är naturskyddat sedan 2018 och är 15 hektar stort. Reservatet ligger i norra sidan av Sennans dalgång öster om tätorten Sennan och består av lövskog med inslag av ek.